# Hoya panayensis
Hoya panayensis är en oleanderväxtart som beskrevs av Kloppenb. och Siar. Hoya panayensis ingår i släktet Hoya och familjen oleanderväxter. Inga underarter finns listade i Catalogue of Life.